# Li Bai
Li Bo / Li Bai (李白), znany też jako Li Taibo / Li Taibai (李太白); ur. 701, zm. 762 – chiński poeta z okresu złotego wieku chińskiej poezji. Obok swojego przyjaciela Du Fu często wymieniany jako jeden z dwóch największych poetów w dziejach literatury chińskiej. Zachowało się ponad 1000 jego utworów.
W Europie poezja Li Bai pojawiła się dzięki jezuickiemu misjonarzowi w Pekinie Jean Joseph Marie Amiot, który przedstawił ją w swoich Portraits des Célèbres Chinois, wydanych w serii Mémoires concernant l’histoire, les sciences, les arts, les mœurs, les usages, &c. des Chinois, par les missionnaires de Pekin. (1776–1797). Kolejne tłumaczenie na francuski pojawiło się w roku 1862, w jego Poésies de l’Époque des Thang markiza d’Hervey de Saint-Denys.
Na jego recepcję w świecie anglojęzycznym największy wpływ miały swobodne, ale poetycko ważne tłumaczenia japońskich wersji jego wierszy dokonane przez Ezrę Pounda.
Li Bai zasłynął najbardziej ze swej bujnej wyobraźni poetyckiej i z elementów taoistycznych obecnych w jego poezji, a także z zamiłowania do mocnych trunków. Podobnie jak Du Fu spędził znaczną część życia, podróżując, choć w jego wypadku działo się tak dlatego, że pozwalała mu na to jego zamożność, a nie dlatego, że zmuszała go do tego bieda. Od stuleci utrzymuje się na jego temat legenda, jakoby utopił się, próbując po pijanemu przepić do odbicia księżyca w rzece Jangcy, choć najprawdopodobniej nie jest to prawdą.

## Życiorys
Należał do bocznej linii rodu cesarskiego. Miejsce urodzenia jest niepewne. Wiadomo, że gdy miał pięć lat, jego rodzina przeniosła się do Jiangyou, w pobliżu obecnego Chengdu w Syczuanie. Formalną edukację rozpoczął w wieku 10 lat. W 720 roku, gdy miał 18 lat, przepytał go gubernator Su Ting, który orzekł, że ma do czynienia z geniuszem. Choć wyraził chęć zostania urzędnikiem, nie zadał sobie trudu, aby stawić się na obowiązkowy egzamin. Zamiast tego, w wieku 25 lat rozpoczął podróże po kraju.
Prowadził żywot włóczęgi i biesiadnika, czego nie zmienił nawet ożenek w wieku 27 lat. W swoich utworach sławił wino, kobiety i dziką przyrodę, ale także prawdę i sprawiedliwość. W wieku 42 lat otrzymał posadę sekretarza na dworze cesarskim w Chang’anie, którą jednak szybko stracił z powodu zamiłowania do wina i głośnego wypowiadania swoich poglądów. Przez następne 10 lat tułał się po kraju, biesiadując w gospodach i pisząc wiersze. Po wybuchu rebelii An Lushana przyłączył się do rebeliantów, za co po upadku powstania został skazany na wygnanie do prowincji Gansu. Do końca życia przebywał na wygnaniu, pisząc przepełnione tęsknotą za wolnością i pełnią życia wiersze antywojenne. Zmarł w wieku 62 lat w prowincji Anhui.

## Twórczość
Zachowało się ponad 1000 jego utworów, choć w wielu wypadkach ich autentyczność jest niepewna. Jest najbardziej znany ze swoich wierszy (jueju). Jego twórczość – propagująca zjednoczenie z naturą, poszukiwanie nieśmiertelności, wyzwolenie z więzów społecznych – nawiązuje do taoizmu, zarówno nastrojem, jak i swoją spontanicznością. Z drugiej strony, inne jego wiersze sugerują postawę konfucjańskiego moralisty.

Podobnie jak w przypadku Mozarta, krążyły legendy o tym, jak łatwo przychodziło mu tworzenie. Opowiadano sobie, że pisze ze zdumiewającą prędkością, bez poprawek. Jego ulubioną formą poetycką był wiersz jueju, których zachowało się ok. 160.

Jednym z jego najsłynniejszych wierszy jest „Samotna uczta przy księżycu” (月下獨酌, pinyin: Yuè Xià Dú Zhuó), przetłumaczona na polski przez Jerzego Lobmana.

## Utwory
- 8 rapsodii (Fu)
- 149 pieśni (Yuefu)
- 59 wierszy w starym stylu (Gushi)

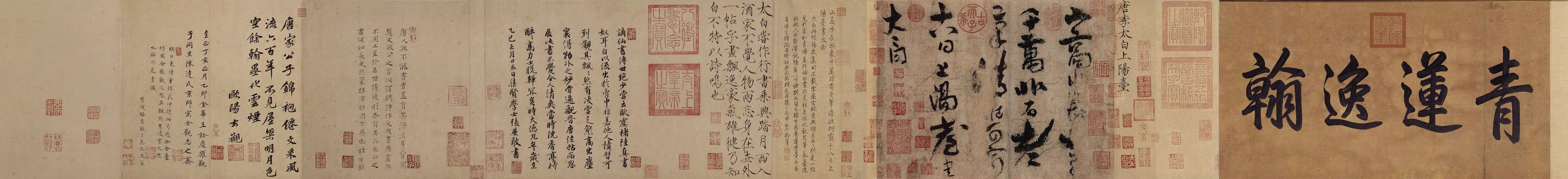
Jedyny zachowany rękopis Li Bo

- 779 wierszy starego i nowego stylu (Gujintishi)
- 58 utworów prozą